# 1261
| 1261               |
| ------------------ |
| Dødsfald - Fødsler |
| • Begivenheder     |

| Gregoriansk kalender | 1261 MCCLXI             |
| Ab urbe condita      | 2014                    |
| Armensk kalender     | 710 ԹՎ ՉԺ               |
| Kinesiske kalender   | 3957 – 3958 庚申 – 辛酉 |
| Etiopisk kalender    | 1253 – 1254             |
| Jødisk kalender      | 5021 – 5022             |
| Hindukalendere       |                         |
| - Vikram Samvat      | 1316 – 1317             |
| - Shaka Samvat       | 1183 – 1184             |
| - Kali Yuga          | 4362 – 4363             |
| Iransk kalender      | 639 – 640               |
| Islamisk kalender    | 659 – 660               |

Konge i Danmark: Erik Klipping 1259-1286
Se også 1261 (tal)

## Begivenheder
- 25. juli Den byzantinske kejser Michael 8. genindtager Konstantinopel. Han efterfølger den myrdede Johannes 4. af Nikæa og afslutter den latinske periode.

## Født
- 9. oktober – Dionysius 1., Konge af Portugal fra 1279 til 1325 (død 1325)